# Polyrhachis wallacei
Polyrhachis wallacei é uma espécie de formiga do gênero Polyrhachis, pertencente à subfamília Formicinae.